# Andrea Mei
Andrea Mei (Urbino, 18 de maio de 1989) é um futebolista Italiano.